# Johann Nepomuk Fuchs
Johann Nepomuk Fuchs (né le 5 mai 1842 à Frauental an der Laßnitz, mort le 15 octobre 1899 à Bad Vöslau) est un compositeur et maître de chapelle autrichien.

## Biographie
Johann Nepomuk Fuchs est le frère de Robert Fuchs. Il est chef d'orchestre à Bratislava, Brno, Cologne, Hambourg et Leipzig et devient maître de chapelle en 1880 au Wiener Staatsoper. En 1888, il entre au conservatoire de la Société philharmonique de Vienne, où il a parmi ses élèves Alexander von Zemlinsky. En 1893, Fuchs devient le directeur du conservatoire. Il compose des opéras et des musiques de scènes, travaille sur des opéras de Christoph Willibald Gluck, Georg Friedrich Haendel et Franz Schubert. Il participe à la rédaction de l'édition complète de Schubert par Breitkopf & Härtel.

## Sources
- (de) Cet article est partiellement ou en totalité issu de l’article de Wikipédia en allemand intitulé « Johann Nepomuk Fuchs » (voir la liste des auteurs).